# Kristjan Knigge
Kristjan Knigge (* 20. Dezember 1972 in Kopenhagen) ist ein dänischer Filmregisseur.

## Leben
Knigge wurde in Kopenhagen als Sohn einer englischen Mutter und eines Dänen geboren. Er wuchs an der portugiesischen Algarveküste und in England auf, bevor er später nach Amsterdam zog. Dort arbeitete er an verschiedenen Stellen bei Filmproduktionen im In- und Ausland, bis er sich 2004 entschloss, selbst Regie zu führen.
2005 erschien sein erster Kurzfilm, dem danach zahlreiche weitere folgten. 2014 realisierte er mit The Right Juice seinen ersten Langfilm. Der Film, ein an der Algarve abseits der bekannten Tourismusbilder gedrehtes Feel-Good-Movie zwischen Filmdrama und Romantikkomödie, feierte am 30. März 2014 beim Atlanta Film and Video Festival in den USA Premiere und hatte am 18. September 2014 seinen Kinostart. Für den Film wurde Knigge beim internationalen Filmfestival im kanadischen Edmonton ausgezeichnet.
Es folgten eine Reihe weiterer Kurz- und Langfilme, darunter der prämierte Psychothriller Second Honeymoon (2017). Sein Kurzfilm Silence Undone (2020), zusammen mit Linda Jacobsen und Magdalena Lepczynska gedreht, wurde beim Lady Filmmakers Film Festival ausgezeichnet.

## Filmografie
- 2005: Doubting Thomas (Dokumentarfilm)
- 2007: Room 303 (Kurzfilm)
- 2011: Dat wist ik niet (Kurzfilm)
- 2013: De Prins en zijn Ouders (Kurzfilm)
- 2014: The Right Juice
- 2014: Zelfportret (Kurzfilm)
- 2014: Stiltegebied (Kurzfilm)
- 2016: Group (Kurzfilm)
- 2016: Patch (Kurzfilm)
- 2017: Second Honeymoon
- 2018: Exposure
- 2018: Jagershart (Kurzfilm)
- 2019: You are what you eat (Kurzfilm)
- 2020: Silence Undone (Kurzfilm)
- 2022: Blood Sweat and Tears (Kurzfilm)
- 2022: The Impact